# Тужилин, Алексей Августинович
Алексей Августинович Тужилин (род. 9 февраля 1963, Москва, СССР) — российский математик, доктор физико-математических наук (1997), профессор (2019) кафедры дифференциальной геометрии и приложений механико-математического факультета МГУ.
Автор более ста шестидесяти научных работ по теории минимальных сетей и минимальных поверхностей, метрической геометрии, геометрической теории меры, а также молекулярной биологии и математической экономике. Является автором 13 математических монографий и учебных пособий.
Читает обязательные и специальные курсы на механико-математическом факультете МГУ по разным разделам математики, руководит научной работой студентов и аспирантов, заведует Лабораторией компьютерных методов в естественных и гуманитарных науках.

## Биография
В 1980 году окончил с отличием физико-математическую школу № 2 города Москвы (ныне Лицей «Вторая школа»). С 1980 по 1985 год — студент механико-математического факультета МГУ. В 1982 году поступил на кафедру дифференциальной геометрии в ученики к Анатолию Тимофеевичу Фоменко. Тема дипломной работы связана с бифуркациями минимальной поверхности при деформации её граничного контура. В 1985 году окончил вуз с отличием, и в том же году поступил в аспирантуру на кафедру высшей геометрии и топологии, в которую в 1983 году влилась кафедра дифференциальной геометрии после смерти её заведующего Петра Константиновича Рашевского. С 1985 года по 1988 год занимался под руководством Фоменко индексами типа Морса минимальных поверхностей, и в 1990 году защитил кандидатскую диссертацию на тему «Исследование глобальных свойств минимальных поверхностей, их индексов». C 1989 года по 1992 год работал в лаборатории возобновляемых источников энергии географического факультета МГУ. В 1992 году переведён ассистентом на только что созданную кафедру дифференциальной геометрии и приложений под руководством Фоменко, затем получил должность доцента, с 2000 года — профессор. В 1997 году защитил докторскую диссертацию на тему «Классификация локально-минимальных сетей с выпуклыми границами». В 2001 году за цикл работ по теории разветвлённых экстремалей одномерных вариационных задач (совместно с Александром Ивановым) удостоен премии имени Шувалова первой степени.
На механико-математическом факультете МГУ читал лекции по классической дифференциальной геометрии, дифференциальной геометрии и топологии, математическим методам в экономике, вёл практикум по компьютерной геометрии. С 2013 года регулярно читает студентам первого курса отделения математики обязательный курс «наглядная геометрия и топология». Автор (совместно с Александром Ивановым) ряда специальных курсов, которые также читаются на механико-математическом факультете МГУ, некотрые из них: «Метрическая геометрия и геометрическая теория графов», «Геометрическая теория меры, введение», «Проблема Штейнера: подход геометрической теории меры», «Транспортная задача Канторовича и геометрия пространств вероятностных мер».
В разные годы работал по совместительству в других университетах и институтах Москвы, в частности, в Московском государственном университете коммерции, в Институте естественных наук и экологии (ныне входит в состав МФТИ), в Российском научном центре рентгенрадиологии. Был приглашённым профессором в математическом институте при университете Кампинаса, в Боннском университете, в Институте Макса Планка в Лейпциге, в Наньянском технологическом университете, в Харбинском политехническом университете, Китай. Являлся членом экспертного совета ВАК, а также членом учёного совета на механико-математическом факультете МГУ. Заведует Лабораторией компьютерных методов в естественных и гуманитарных науках. Входит в редколлегии международных журналов, индексируемых Scopus: Mathematics in Engineering, Science and Aerospace (MESA) и Discrete Mathematics, Algorithms and Applications. Многократный участник грантов Российского фонда фундаментальных исследований, грантов Президента Российской Федерации поддержки молодых учёных, грантов Президента Российской Федерации поддержки ведущих научных школ России, международных грантов таких, как INTAS и других.

## Научная деятельность
Основные научные результаты (полученные как самостоятельно, так и вместе с коллегами и учениками):
- вычислены индексы типа Морса ряда минимальных поверхностей в трёхмерных евклидовом пространстве и пространстве Лобачевского;
- построена теория локально минимальных и экстремальных сетей;
- найдена связь между отношением Штейнера базы и накрывающего пространства;
- найдена интегральная формула длины минимального остовного дерева, затягивающего не более чем счётное множество точек;
- построена теория одномерных минимальных заполнений в смысле Громова;
- доказано, что пространство Громова — Хаусдорфа геодезическое;
- доказано, что в пространстве Громова — Хаусдорфа разрешима проблема Штейнера для границ, состоящих из конечных пространств;
- найдена связь между длинами рёбер минимальных остовных деревьев на метрических пространствах и расстояниями Громова — Хаусдорфа от этих пространств до симплексов;
- написано аккуратное доказательство того, что группа изометрий пространства Громова — Хаусдорфа тривиальна;
- предложено решение обобщённой гипотезы Борсука в терминах расстояния Громова — Хаусдорфа;
- в терминах расстояния Громова — Хаусдорфа вычислено хроматическое число и минимальный размер кликового покрытия произвольного графа;
- в рамках аксиоматики фон Неймана — Бернайса — Гёделя, описано формальное построение собственного класса всех метрических пространств, рассматриваемых с точностью до изометрии, снабженного расстоянием Громова — Хаусдорфа. Показано, что на этом классе расстояние Громова — Хаусдорфа является внутренней обобщенной псевдометрикой.